# Crossbenchers
Crossbenchers (niekiedy tłumaczone na język polski jako lordowie bezpartyjni lub lordowie niezależni) – grupa członków Izby Lordów, izby wyższej Parlamentu Wielkiej Brytanii, którzy nie należą do żadnej z partii. Do grupy crossbenchers należą przede wszystkim parowie dożywotni, choć ok. 20% z nich to parowie dziedziczni. Do grupy tej nie są natomiast zaliczani lordowie duchowni, choć ci ostatni również nie są afiliowani przy żadnej z partii.

## Charakterystyka
Pod względem politycznym crossbenchers stanowią trzeci główny blok w Izbie Lordów, obok parów popierających rząd oraz parów opozycyjnych. Ze względu na swoją bezpartyjność, każdy z crossbenchers może zupełnie samodzielnie określać własne stanowisko wobec dyskutowanych w Izbie ustaw i spraw, stąd w ich bloku nie ma whipów. Istnieją jednak pewne rozwiązania organizacyjne, dające crossbenchers  status quasi-klubu parlamentarnego, dzięki czemu są oni lepiej reprezentowani w różnych gremiach parlamentarnych. Na czele grupy stoi tzw. convenor, będący odpowiednikiem liderów rządu i opozycji w Izbie Lordów, jednak pełniący rolę głównie techniczną i organizacyjną, nie zaś polityczną.

## Członkowie grupy
Crossbenchers można podzielić na pięć głównych podgrup, według kryterium powodu, dla którego należą do tej grupy. Pierwsza grupa to parowie dziedziczni, którzy w obowiązującym obecnie systemie, przyjętym podczas reformy Izby Lordów w 1999 roku, są na stałe przypisani do tej grupy politycznej, w ramach której zostali wybrani do Izby (kwestia jest szerzej omówiona w artykule parowie dziedziczni). Druga podgrupa to tzw. parowie ludowi, a więc parowie dożywotni spoza świata polityki. Trzecią stanowią osoby, które przed kreacją lordowską zajmowały stanowiska apolityczne, takie jak spiker Izby Gmin, szef Sztabu Generalnego czy szefowie służby cywilnej i dyplomatycznej. Czwarta i najmniejsza podgrupa to osoby zasiadające w Izbie Lordów z urzędu, z racji stanowisk pełnionych na dworze królewskim. Piątą podgrupą byli historycznie sędziowie powoływani do Izby Lordów w celu zasiadania w jej Komitecie Prawnym, który przed powstaniem Sądu Najwyższego Wielkiej Brytanii w 2009 roku, pełnił rolę najwyższej instancji odwoławczej. Obecnie nie powołuje się już jednak nowych lordów tego rodzaju.

## Źródłosłów
Nazwa crossbenchers pochodzi od słów across, czyli „w poprzek” i benches, czyli ławy. Sala obrad Izby Lordów zaprojektowana jest tak, że parowie popierający rząd oraz parowie opozycyjni siedzą naprzeciwko siebie, zaś ich liderzy w pierwszych ławach widzą się twarzą w twarz. Z kolei crossbenchers zasiadają w ławach ustawionych w poprzek, przez co zarówno parowie rządowi, jak i opozycyjni, siedzą bokiem do lordów niezależnych.